# Ute Naue
Ute Naue (* 1960 in Dresden; andere Namen: Ute Großmann, Ute Naue-Müller) ist eine deutsche bildende Künstlerin. Sie lebt und arbeitet in Dresden.

## Leben
Ute Naue studierte von 1979 bis 1984 Verfahrenstechnik an der TU Dresden und schloss das Studium mit Diplom ab. Nach der Geburt ihrer drei Kinder studierte sie von 1997 bis 2001 Kunsterziehung und Germanistik an der TU Dresden sowie parallel von 1998 bis 1999 Malerei und Grafik an der HfBK Dresden. Anschließend begann sie ab 2003, als freie Künstlerin mit Keramik zu arbeiten und setzt dabei unter anderem die spezielle Brenntechnik Raku ein.
Ute Naue-Müller ist seit 2014 in zweiter Ehe verheiratet und hat drei Kinder.

## Werke in öffentlichem Besitz
- Taipei County Yingge Ceramics Museum, Taiwan
- Staatliche Kunstsammlungen Dresden: Kunstgewerbemuseum Dresden
- Internationales Keramikmuseum Fuping, Volksrepublik China
- Keramion. Zentrum für moderne und historische Keramik, Frechen
- Keramikmuseum Westerwald, Höhr-Grenzhausen
- Hetjens-Museum – Deutsches Keramikmuseum, Düsseldorf

## Auszeichnungen
- 2004: First Taiwan Ceramics Biennale: Preis der Jury
- 2012: Internationale Keramiktage Oldenburg: Publikumspreis

## Schriften
- Gudrun Schmidt-Esters (Hrsg.): von Arkadien bis Zappenduster: Ausstellung im Keramion, 25.09.2011 - 15.01.2012, Frechen: Stiftung Keramion 2011, ISBN 978-3-941005-07-5